# Vækstform
 For alternative betydninger, se Habitus.
Planters vækstform er den silhuet, de danner. Vækstformen er et meget karakteristisk element hos hver enkelt planteart, selv om individuelle forskelle også gør sig gældende. Inden for planteskole- og væksthuserhvervene gør man meget ud at at udvælge og opformere kloner med særligt salgbare vækstformer.
Vækstform kaldes også for habitus.